# Paso Fino
Il Paso Fino è una razza di cavallo leggero ad andatura naturale che risale a cavalli importati nei Caraibi dalla Spagna. I pasi sono apprezzati per la loro andatura ambigua laterale liscia, naturale, a quattro tempi; sono utilizzati in molte discipline, ma sono particolarmente apprezzati per il trail riding. Negli USA, due tipi di cavalli sono chiamati "Paso Fino": uno noto come Pure Puerto Rican Paso Fino (PPR), originario di Porto Rico, ha una struttura più leggera, allevati per eseguire un passo uniforme senza alcun segno di movimento diagonale come il trotto. L'altro, chiamato Colombian Paso Fino (CCC), sviluppato in Colombia e presenti in due tipologie: uno con zoccoli larghi e un movimento della zampa anteriore rotante, utile per muoversi in pianura e nelle paludi. L'altro con un'andatura in cui le gambe si muovono come pistoni, son cavalli usati più per la montagna.

## Storia
Il Paso Fino, cavallo dei conquistadores spagnoli, è la razza autoctona equina più antica nell'emisfero occidentale.
Originato da un miscuglio di tre razze europee (L'andaluso, il Barb e L'ormai estinto Jennet spagnolo). I discendenti dell'odierno Paso Fino furono trasportati nel Nuovo Mondo nel secondo viaggio di Cristoforo Colombo. Con il passare del tempo questi cavalli divennero noti come Los Caballos de Paso Fino, "il cavallo dal passo fine".

### I Conquistadores e Il Paso Finos
La storia del cavallo inizia con l'esplorazione dell'America da parte dei Conquistadores. Il nuovo continente non aveva cavalli, quindi gli esploratori portarono sulle loro navi Andalusi, Spanich barb e Spanish Jennets. Questi sono stati allevati insieme, creando il ceppo base della razza Paso Fino. La progenie di questi cavalli esibiva un'andatura molto liscia e un portamento aggraziato . Nel corso dei successivi 500 anni, la razza è stata perfezionata per creare un cavallo di piccole e medie dimensioni, resistente e con un'andatura insolitamente liscia e un bell'aspetto.
Il Paso Fino è stato sviluppato in molte aree dell'America Latina, tra cui Porto Rico, Colombia, Venezuela, Aruba, Cuba e Repubblica Dominicana e Perù.
Al di fuori dell'America Latina, Il paso Fino era praticamente sconosciuto fino a dopo la seconda guerra mondiale, dove i soldati Americani stanziati a Porto Rico a metà degli anni '40 rimasero sbalorditi dalla razza e cominciarono a importarli negli Stati Uniti.

## Caratteristiche morfologiche
È un cavallo dal temperamento tranquillo ma vivace, di tipo mesomorfo (conformazione media, con una buona contrazione muscolare),l'altezza viene misurata al garrese ed è compresa tra i 1.40 e i 1.50 m.
Presenta una testa piccola ma ben proporzionata, con un profilo rettilineo o camuso. Ha mascelle sottili, occhi espressivi e brillanti, le orecchie minute e appuntite con un portamento vigile e narici molto ampie. Il collo è muscoloso e ben conformato; inserito in spalle robuste e inclinate che favoriscono l'elevazione degli arti anteriori. Il garrese appare abbastanza rilevato e la linea dorso-lombare è dritta e corta. Torace ampio; dorso breve e i reni sono forti. La groppa compatta e muscolosa, con una buona l'attaccatura della coda,  la quale si presenta lunga e folta come la criniera con crini fini e setosi. Presenta cosce arrotondate. Gli arti sono fini, solidi e ben strutturati, avambracci forti, stinchi corti e garretti larghi e ben strutturati. I piedi son ben conformati con zoccoli resistenti; raramente necessitano di ferratura. Criniera e coda sono lunghe e conferiscono all'animale una straordinaria eleganza e vistosità.

## Andature

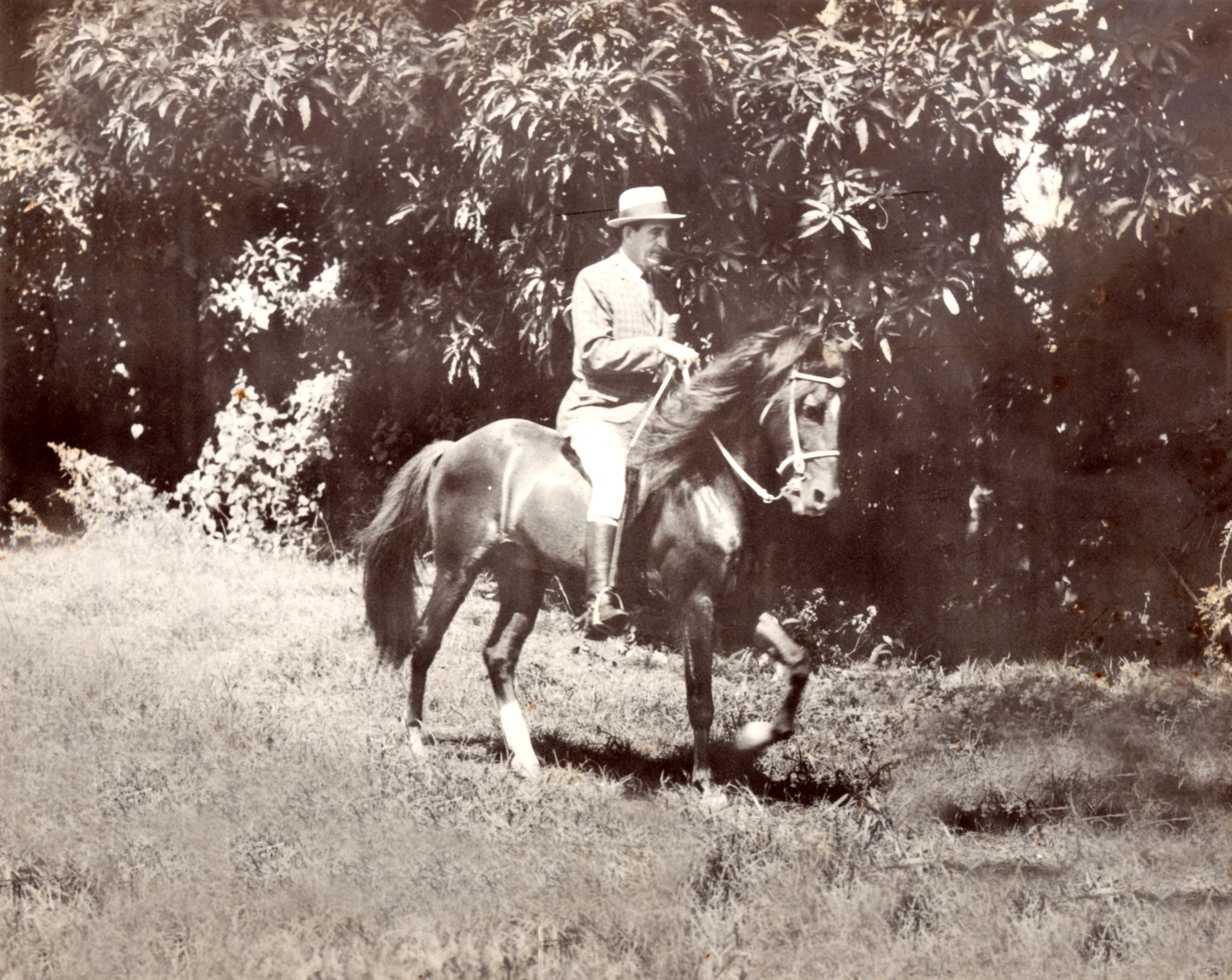
Ramon Ruiz Cestero cavalca uno dei suoi cavalli Paso Fino, 1970

Caratteristica principale di questa razza, ripresa anche nel nome "passo", è l'andatura camminata e basculata del passo che ha un particolare ritmo e che può essere mantenuta per lunghe distanze. Ciò rende quest'andatura estremamente uniforme e comoda per il cavaliere, il quale è in grado anche di praticare il canter. Questa andatura è visibile fin dalla nascita del puledro e, in età adulta viene esibita in gare dove i cavalli vengono messi a confronto nella capacità di eseguire tre tipologie differenti di passo. Quella definita "Classic fino" è l'andatura più lenta, dove il cavallo muove gli arti in modo estremamente rapido ma con falcate molto corte; segue per velocità d'andatura il "Paso corto" il quale ha una falcata di naturale ampiezza e distensione, con una rapidità di passo più simile al normale trotto naturale dei cavalli; per ultimo, come andatura più veloce si esibisce il "Paso largo", dalla falcata ampia con una completa distensione degli arti dove ogni singolo cavallo riesce a raggiungere la sua massima velocità, l'abilità di questi cavalli, infatti, è propriamente la capacità di alte velocità senza rompere al galoppo in un ritmo cadenzato e comodo. Le specialità dove vengono esibite le qualità di questi cavalli si suddividono per tipologia di andatura richiesta, ad esempio abbiamo le discipline dette Classic Fino, dove l'unica andatura richiesta è l'omonima, il Pleasure, dove sono esibite tutte le andature e si valuta specialmente il livello di addestramento del singolo cavallo, il Speciality, dove sono richieste varie performance (western pleasure e trail horse) e il Bellas Formas, dove il cavallo esibito in Classic Fino e Paso Corto, condotto con una sola mano, viene valutato dalla giuria secondo canoni di portamento, ritmo ed obbedienza nei comandi del cavaliere.
La versatilità del Paso Fino lo porta ad essere comunque impiegato in diverse attività equestri come l'endurance, dressage e barrel racing.

## Dieta e nutrizione

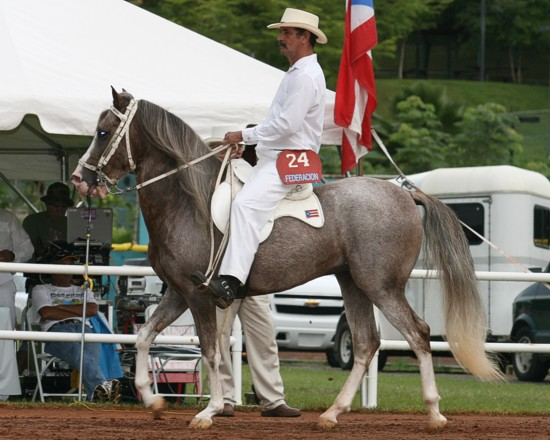
Un cavallo Paso Fino portoricano cavalcato

Questa razza non presenta particolari complicanze alimentari e solitamente vengono cresciuti con una razione giornaliera pari al 2/2,5% del loro peso corporeo.
Il paso fino è un cavallo allevato spesso in grandi pascoli, è quindi inevitabile che la sua dieta sia principalmente costituita da combinazioni di fieno ed erba.
Le esigenze ovviamente sono diverse per ogni cavallo in relazione al lavoro che svolge.
Per una dieta il più bilanciata possibile dobbiamo basarci su:- Foraggi: vengono consumati in quantità pari al 3% del loro peso corporeo e devono essere foraggi di alta qualità; da soli però non bastano a mantenere un giusto apporto di energia e proteine.
- Cereali: l'avena è il cereale migliore per l'integrazione di fibre nella razione. Al giorno d'oggi esistono numerosi mangimi a base di avena sul mercato che riescono a garantire un corretto apporto di energia, proteine, vitamine e minerali.
Questi mangimi non vanno associati però ad altri alimenti, il Paso Fino ha un metabolismo molto delicato e tende ad essere molto sensibile ad alti apporti di energia nella razione.
Le esigenze energetiche variano in specifici momenti della vita di un cavallo; durante una gravidanza o nei periodi di allenamento intenso, ad esempio, il bisogno di energia e proteine aumenta notevolmente.
Le proteine in particolare sono importanti nei primi anni di vita dove il cavallo ne deve ingerire alte quantità perché sia garantita una buona crescita corporea.
- Acqua: rimane il nutriente più importante e deve sempre essere presente in ogni allevamento in quantità abbondanti.
I cavalli Paso Fino non lavoratori bevono al giorno dai 7 ai 26 litri di acqua al giorno, questi numeri variano ovviamente in base alle condizioni ambientali e altri fattori.
Le cavalle gravide aumentano il loro apporto di acqua del 50-70% rispetto a cavalle non gravide e lo stesso vale per i cavalli sportivi che posso aumentare il loro apporto giornaliero di acqua anche del 300% in base all'intensità dei loro allenamenti.

## Problemi comuni di comportamento e salute
Il Paso fino è una razza equina alquanto soggetta alla degenerazione dei legamenti sospensori (DSLD). Si tratta di una malattia sistemica del tessuto connettivo che colpisce non solo legamenti e tendini di tutti gli arti, con collasso di garretti e nodelli, bensì, altre parti del corpo come pelle, fasce muscolari, polmoni, legamenti nucali, occhi, aorta e altri organi. 
Le conseguenze di questa malattia sono la perdita della funzionalità del tessuto connettivo, l'aumento di volume del legamento sospensorio e la formazione di zoppie in particolare per gli arti anteriori.
L'alterazione della resistenza e dell'elasticità del tessuto connettivo è dovuta ad un accumulo di Proteoglicano tra le fibre del tessuto connettivo.
Per diagnosticare questa malattia al cavallo è necessario l'intervento di un veterinario che viene supportato dall'utilizzo di radiografia, ecografia e, se necessario, scintigrafia o eventualmente un ecodoppler.
Un possibile aiuto all'animale può essere dato da una ferratura terapeutica per scaricare, inizialmente, la struttura colpita per poi riportare man mano al suo carico abituale finché la guarigione avviene confermata da controlli ecografici.
Non esistono cure vere e proprie a questa patologia e, spesso, a causa del fortissimo dolore che provoca questa condizione, i cavalli soggetti vengono sottoposti ad eutanasia.